# Pseudoliparis swirei
El pez caracol de las Marianas (Pseudoliparis swirei) es una especie de actinopterigio escorpeniforme de la familia Liparidae, conocidos como peces babosos. Fue encontrado en la fosa de las Marianas en el océano Pacífico occidental. Es la especie de pez que vive a mayor profundidad conocida, a 8 mil metros debajo de la superficie.
Tan solo mide 20 cm de largo y tiene un color rosa translúcido. Se alimenta de pequeños crustáceos. También se le conoce como «el rey del abismo».

## Morfología
Tiene la piel transparente que permite visualizar sus músculos y órganos a través de la pared abdominal.
Posee adaptaciones morfológicas al ambiente de grandes profundidades: estómago e hígado alargados, músculos delgados y una osificación incompleta del esqueleto, particularmente en el cráneo.

## Adaptaciones
Varias adaptaciones anatómicas, fisiológicas, moleculares y genéticas ayudan a esta especie a sobrevivir a tales profundidades.
En comparación con los peces caracol de aguas poco profundas, Pseudoliparis swirei tiene varias adaptaciones inusuales para su hábitat oscuro y de alta presión, incluyendo la piel transparente que carece de pigmento, ciertos órganos y huevos que se agrandan, los músculos son más delgados, la osificación de sus huesos (en particular el cráneo) es incompleta, permitiendo la igualación de la presión interna y externa, parece tener poca o ninguna capacidad de visión, posee mecanismos que permiten que las proteínas en su cuerpo funcionen en ausencia de luz, y diferencias en la membrana celular para mantener su flexibilidad (contienen un mayor porcentaje de ácidos grasos insaturados).
La tasa metabólica es baja, por lo que esta especie puede tener una «vida lenta» como adaptación a tales profundidades.
Otro mecanismo de adaptación fisiológica consiste en la acumulación de pequeños solutos orgánicos como el óxido de trimetilamina (TMAO) para preservar la función y la estabilidad de las proteínas a presiones hidrostáticas elevadas.

## Genoma
- El genoma del pez caracol de las Marianas es alrededor de 21,9% (150Mb) más grande que el del pez caracol de Tanaka (Liparis tanakae).[4]
- Su genoma posee un contenido GC, la longitud de genes y el número de exones similares a los peces caracol de superficie marina.[4]
- Tiene una baja tasa de mutación en todo el genoma, pero una alta tasa de evolución de las proteínas.[4]
- El gen de la osteocalcina, también conocido como la proteína Gla del hueso (bglap) (regula la mineralización de los tejidos y el desarrollo del esqueleto) tiene una Mutación por desplazamiento del marco de lectura que puede causar una prematura terminación de la calcificación del cartílago en esta especie. Esto puede estar asociado con la inusual estructura de su cráneo y la reducción de la dureza de sus huesos.[4]
- Pérdida de varios genes fotorreceptores importantes como genes del cristalino y opsina que explican la adaptación a la oscuridad característico de las zonas hadales.[4]
- Pérdida del gen de pigmentación, receptor de melanocortina 1, MC1R, se ha perdido completamente en esta especie. Lo que explica la pérdida de pigmentación del pez.[4]
- Sobreexpresión de genes acaa1 y fasn involucrados en la ruta de biosíntesis del DHA (ácido graso poliinsaturado). Aumentándose así la fluidez del transporte en la membrana plasmática y manteniendo la homeostasis celular en condiciones de altas presiones.[4]
- La alta presión suprime la actividad de los genes de transporte de la membrana, de modo que las proteínas como Na+/K+-ATPasas de esta especie son menos sensibles a la presión que las de las especies que habitan en superficie del mar.